# 南烏克蘭斯克
南烏克蘭斯克是乌克兰尼古拉耶夫州沃茲涅先斯克區南乌克兰斯克市镇内的城市及该市镇的行政中心，2020年7月18日前为该州的州辖市。該市位於南布格河畔，始建於1976年，面積24.38平方公里，海拔高度82米，2022年人口数量为38,560人。乌克兰第二大核电厂南烏克蘭核電廠位于该市。

## 城市名稱
該城在2024年名前為Южноукраїнськ，不過城市的中文名字維持不變。舊名和新名的頭部份雖然意思一樣，都是“南方”的意思，不過分別在於語言。舊名的“Южно”是“南方”的俄語，而新名“Південно”是該詞的烏克蘭語。

## 图集

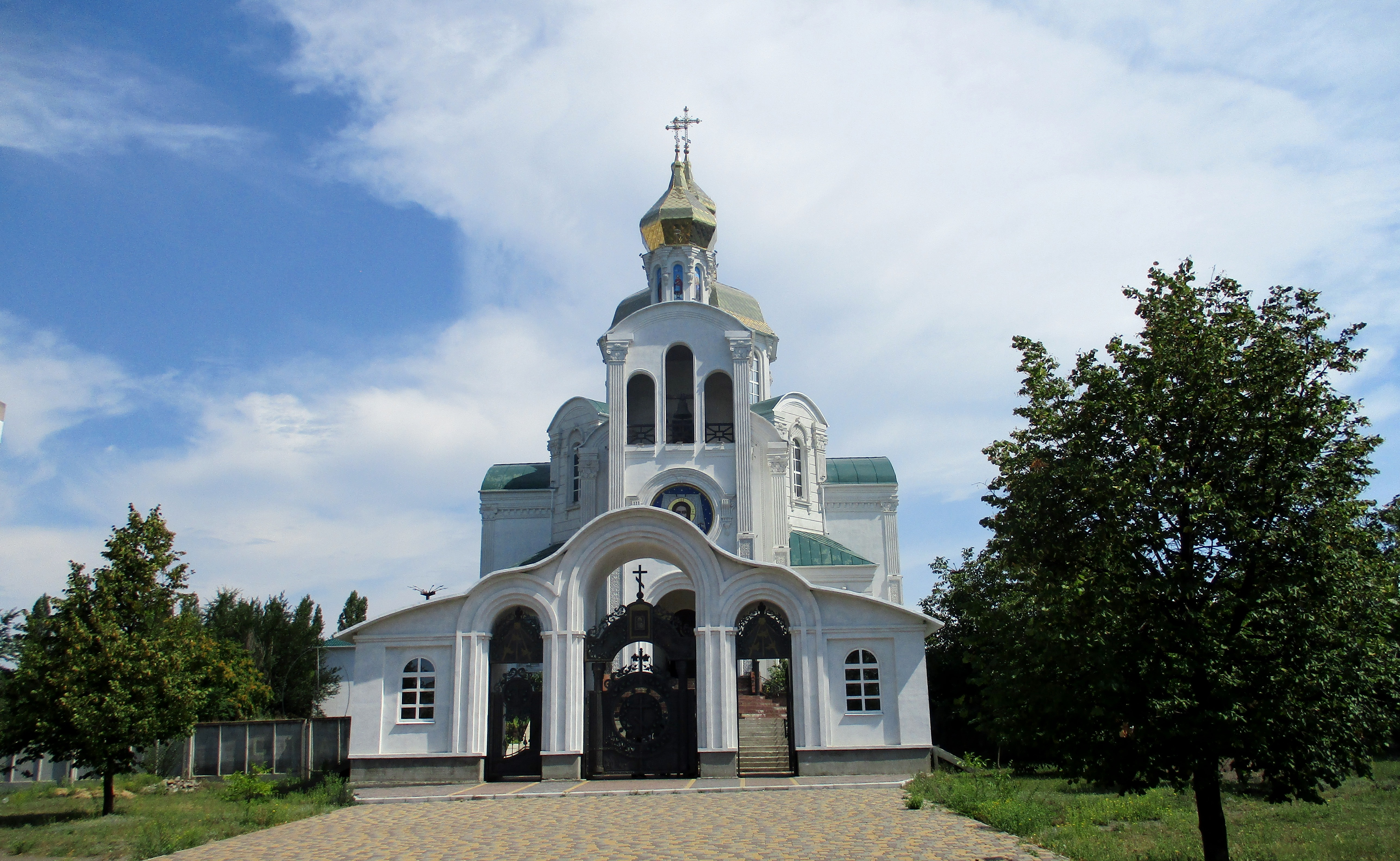
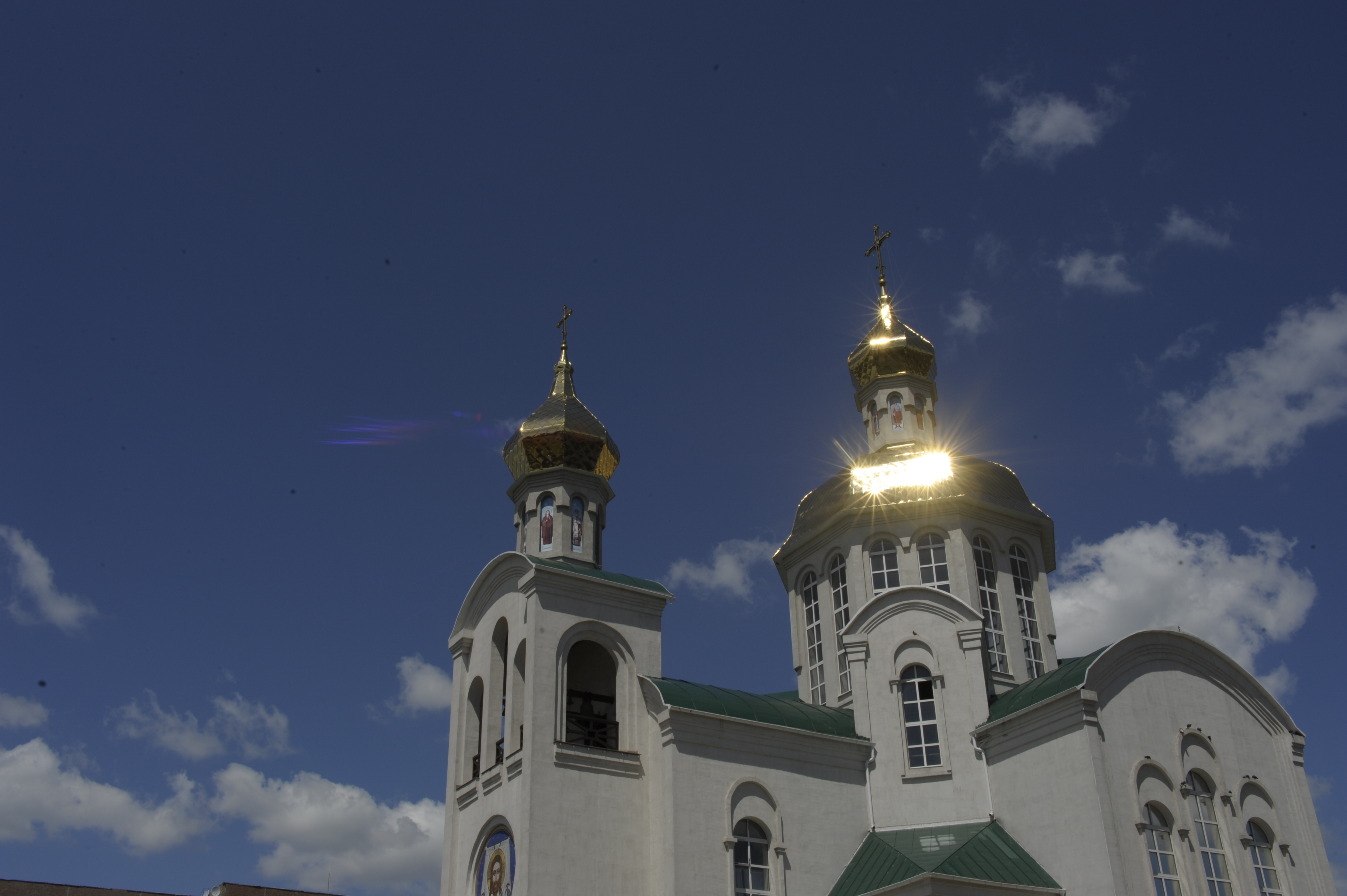
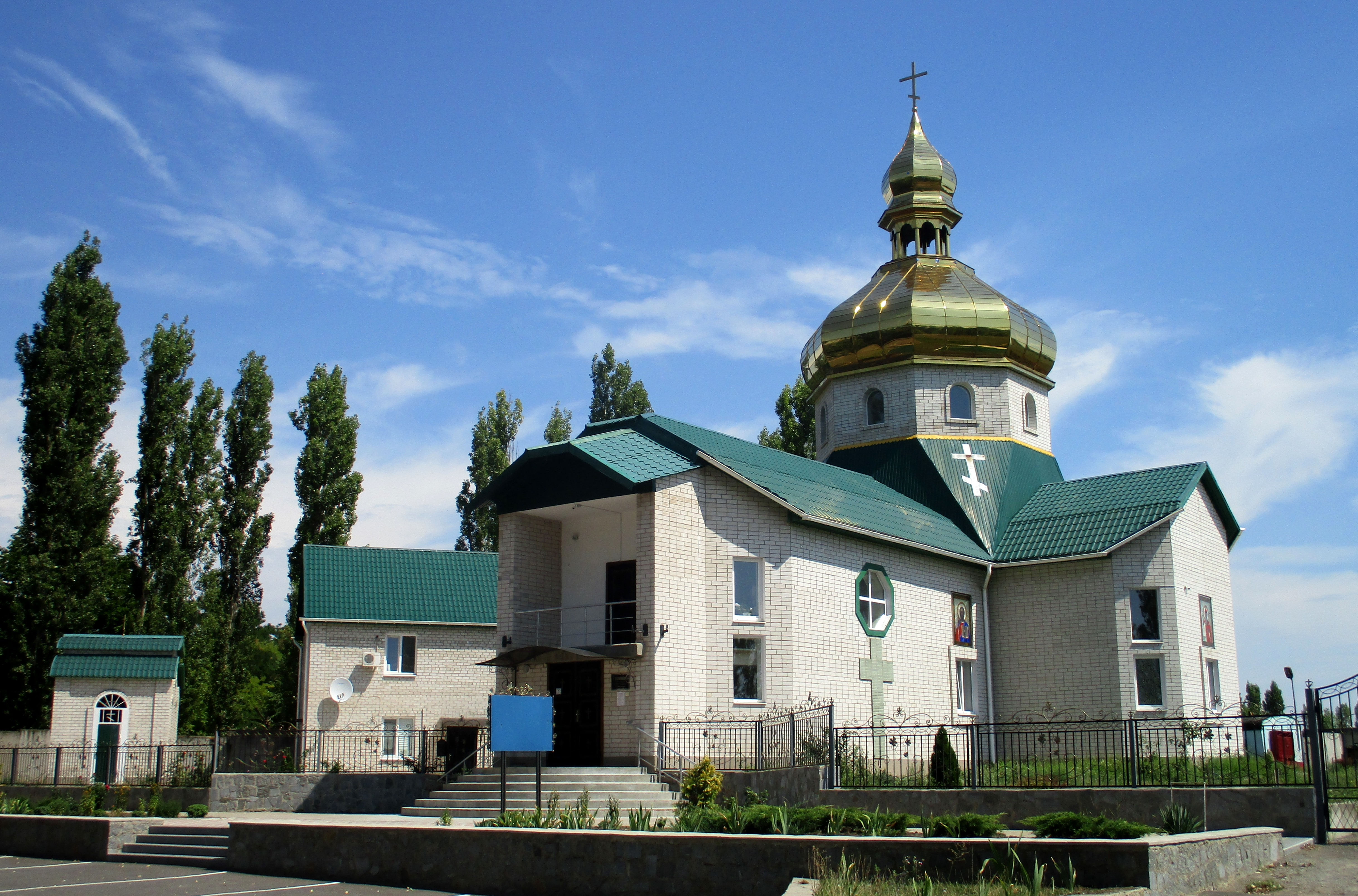
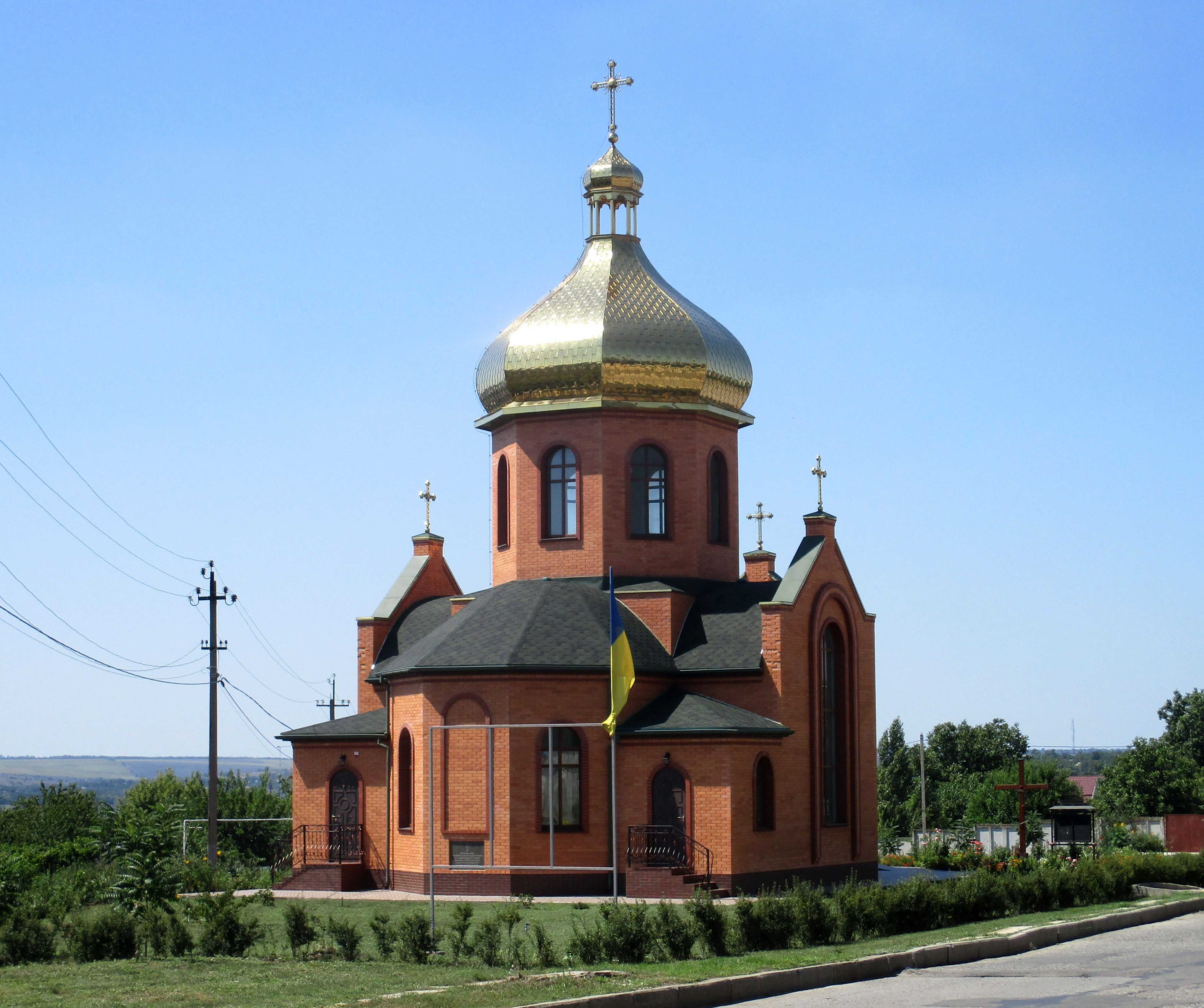
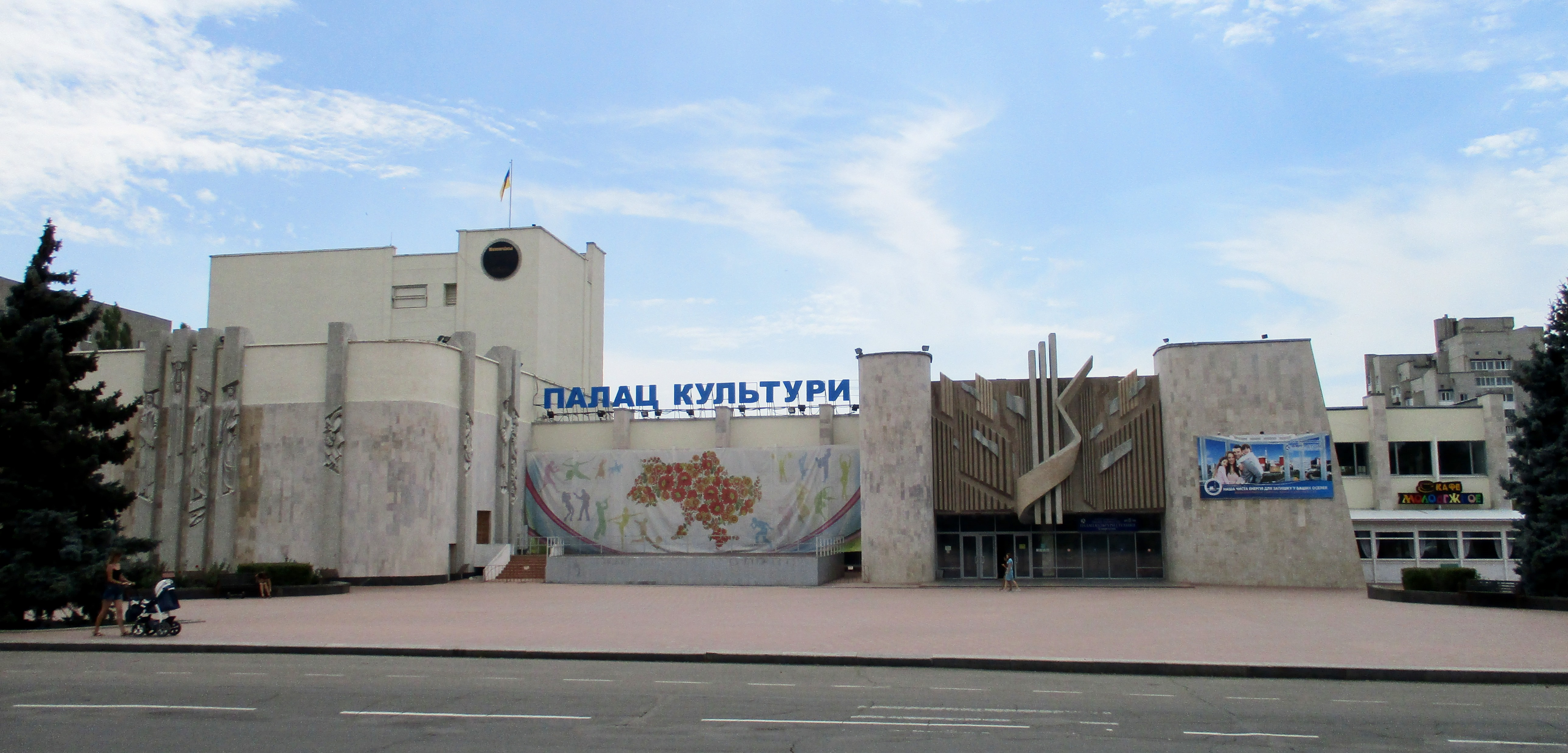
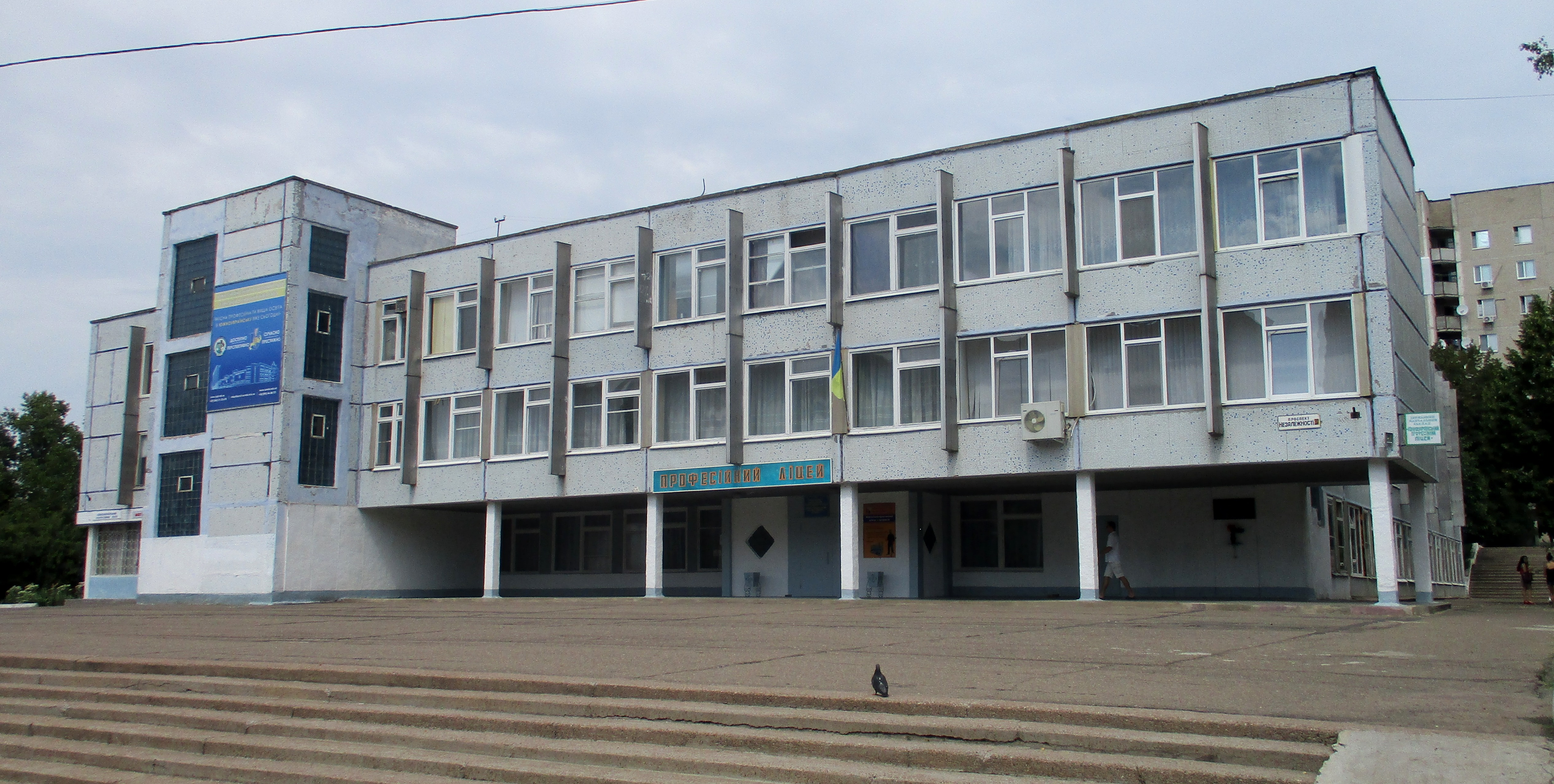
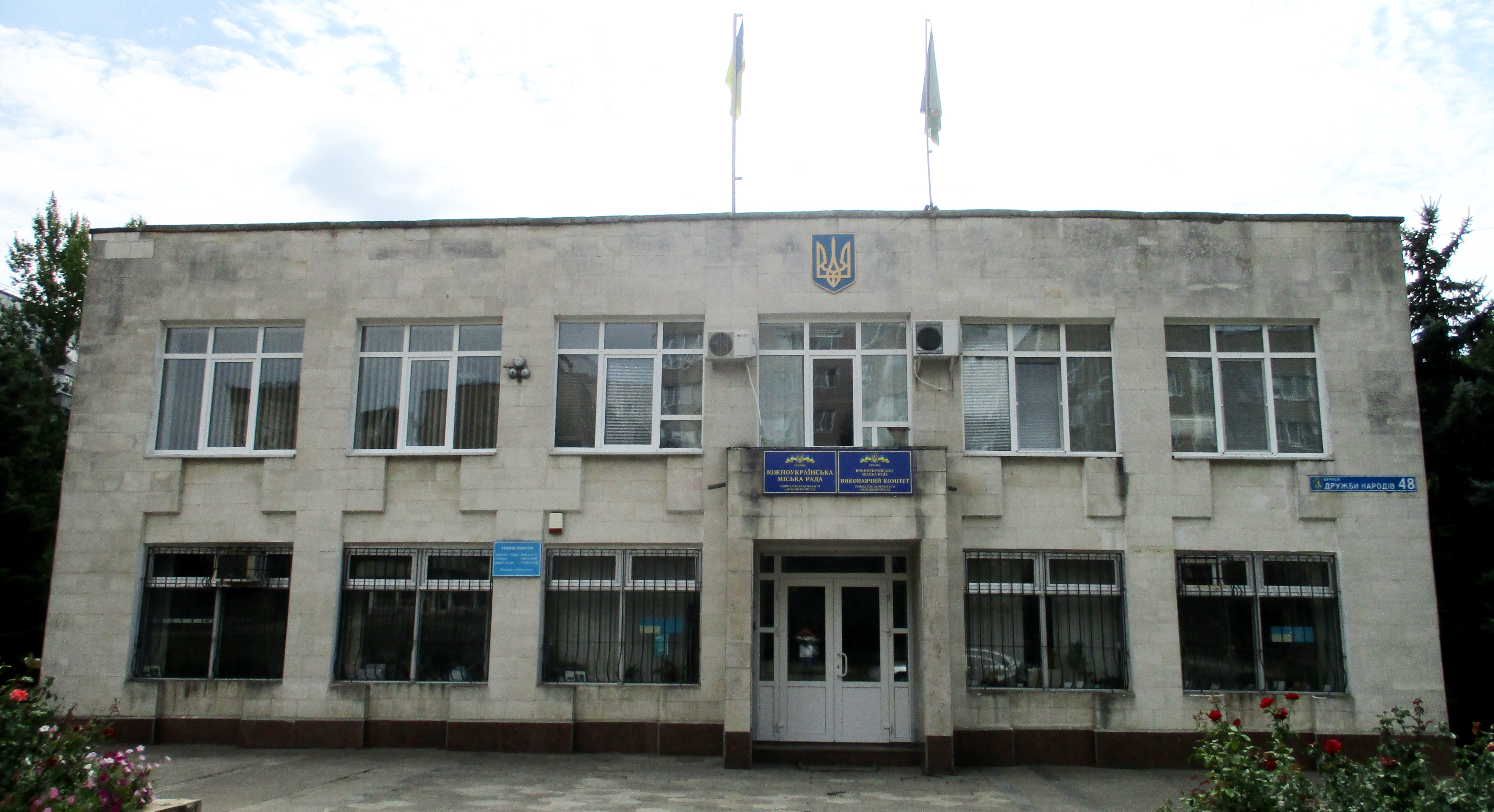

## 友好城市
- 乌克兰 日托米爾州 茲維亞赫爾

## 來源
1. ↑  . 北京: 中国地图出版社. 2023. ISBN 9787520431699.
2. ↑   (PDF).   [2023-03-14]. （原始内容存档 (PDF)于2022-08-10）.